# خولنجاناوات
الخولنجاناوات (الاسم العلمي: Alpinioideae) هي أسرة من النباتات تتبع فصيلة الزنجبيلية من الرتبة الزنجبيليات.

## أجناس
- الخولنجان